# Janusz Maria Brzeski
Janusz Maria Brzeski (ur. 17 lutego 1907 w Warszawie, zm. 1 października 1957 w Krakowie) – polski artysta, fotograf, grafik i ilustrator oraz filmowiec związany z kinem awangardowym.

## Życiorys
Urodzony w 1907 roku w Warszawie. Studiował w Szkole Sztuk Zdobniczych w Poznaniu pod kierunkiem profesora Jana Jerzego Woronieckiego. Po uzyskaniu stypendium w 1925 roku wyjechał do Włoch i Francji. W latach 1929–1930 przebywał w Paryżu, gdzie pracował i zajmował się różnymi rodzajami twórczości artystycznej.
Po dwóch latach powrócił do kraju i zamieszkał w Krakowie. Zajmował się grafiką, ilustracją i fotografią, współpracował z kilkoma czasopismami (m.in.) „Światowidem” i „Asem”. W okresie międzywojennym był współzałożycielem Studia Polskiej Awangardy Filmowej (SPAF) i kręcił filmy awangardowe i eksperymentalne (Przekroje - 1931, Beton - 1933).
Po II wojnie światowej rozpoczął współpracę z „Przekrojem” (był głównym grafikiem pisma). Następnie współpracował też z wydawnictwami krakowskimi i innymi czasopismami (np. „Panoramą Śląska”), dla których projektował i wykonywał oprawę graficzną.
Pochowany na Cmentarzu Rakowickim w Krakowie.